# Joachim De Gasperi
Joachim De Gasperi (Bolzano, 20 maggio 1982) è un ex calciatore italiano.

## Caratteristiche tecniche
È capace di fare l'ala, l'attaccante centrale ed il trequartista.

## Carriera

### Club
Cresce nelle giovanili della Virtus Don Bosco. L'anno successivo passa al Südtirol-Alto Adige debuttando in prima squadra nel campionato di CND (poi Serie D).
Grazie anche alle sue reti questo diventa un anno storico per la società altoatesina che, promossa in Serie C2, accede per la prima volta al calcio professionistico. Nell'estate del 2000 si trasferisce al Cittadella, debuttando in Serie B al suo primo anno di permanenza. Al termine del successivo campionato la squadra retrocede in Serie C1. La vittoria dei play-off del campionato 2007-2008 permette alla squadra veneta di risalire nuovamente in Serie B grazie anche al contributo del giocatore, che torna così a calcare i campi della serie cadetta. Nel luglio 2011, dopo undici anni, lascia il Cittadella.
Nello stesso mese approda al Taranto in Prima Divisione. L'11 gennaio 2012 passa al Bassano Virtus in Prima Divisione a titolo definitivo.
Il 30 giugno 2013 rimane svincolato e il 22 luglio seguente parte per il ritiro a Coverciano dei calciatori svincolati sotto l'egida dell'Associazione Italiana Calciatori. Nel successivo mese di agosto si accasa al Sankt Georgen di San Giorgio di Brunico, squadra neoretrocessa dalla Serie D all'Eccellenza altoatesina.
È rimasto nella stessa categoria anche nella stagione successiva, ma passando dalla squadra di Brunico ai bolzanini del Bozner.
Dopo due stagioni col Bozner ha appeso gli scarpini al chiodo a causa di persistenti problemi alle ginocchia.

### Nazionale
Nel 2001 ha segnato un gol in 5 presenze con la nazionale Under-20.

## Palmarès

### Club

#### Competizioni nazionali
- Serie D: 1

Südtirol: 1999-2000 (girone E)